# Горда (село)
Горда — село в Приаргунском районе Забайкальского края, Россия. Входит в состав сельского поселения «Погадаевское».

## История
До 1966 года назывался поселок фермы № 4 совхоза имени Погадаева (Погадаев Федот Абакумович — герой гражданской войны).
В 1966 году указом президиума ВС РСФСР поселок переименован в Горда.

## Население
| 1989 | 2002 | 2010 | 2021 |
| ---- | ---- | ---- | ---- |
| 218  | ↘158 | ↘102 | ↘86  |